# ドント・ストップ (ファイヴ・セカンズ・オブ・サマーの曲)
ドント・ストップ (Don't Stop) はオーストラリアのポップ・ロックバンド、ファイヴ・セカンズ・オブ・サマーの3枚目のシングル。2014年5月9日にキャピトル・レコードおよびHi or Heyレコードからリリースされる。EP『Don't Stop』とアルバム『5 Seconds of Summer』に収録されている。

## 評価
| 専門評論家によるレビュー | 専門評論家によるレビュー |
| レビュー・スコア         | レビュー・スコア         |
| 出典                     | 評価                     |
| ------------------------ | ------------------------ |
| デジタル・スパイ         | 4/5stars                 |

英情報サイトデジタル・スパイのエイミー・デヴィットソンはレビューを交えながらこう語っている。
ブリンク 182はファーストソングをこのオーストラリアの4ピースバンドのメンバーが生まれるずいぶん前にリリースしたのかもしれないが、そのために5SOSがそのバンドの忠実な代役となるのを思いとどまるということはなかった。『Don't Stop』は、彼らが新たな人生において低迷するポップ・パンクジャンルを開拓し、その復活の先駆者となるのを目撃する。

## ミュージック・ビデオ
2014年5月5日、Vevoチャンネルでリリックビデオを公開。二週間後の19日にはミュージック・ビデオを公開した。このビデオではメンバーがそれぞれスーパーヒーローに扮し、困っている人を助けるなど良いことをしようとしている。アシュトンはSmAsh! (スマッシュ!)、カラムはCal-Pal (カル＝パル)、ルークはDr. Fluke (ドクター・フルーク)、マイケルはMike-Ro-Wave (マイク＝ロ＝ウェーブ)を演じている。2016年9月28日現在、再生回数は6500万回を超えている。

## チャートと認定
| チャート (2014)                          | 最高位 |
| ---------------------------------------- | ------ |
| オーストラリア (ARIA)                    | 3      |
| オーストリア (Ö3 Austria Top 40)         | 37     |
| ベルギー (Ultratop 50 Flanders)          | 16     |
| ベルギー (Ultratop 50 Wallonia)          | 39     |
| カナダ (Canadian Hot 100)                | 34     |
| デンマーク (Tracklisten)                 | 18     |
| フランス (SNEP)                          | 63     |
| ドイツ (GfK Entertainment charts)        | 46     |
| アイルランド (IRMA)                      | 1      |
| オランダ (Single Top 100)                | 25     |
| ニュージーランド (Recorded Music NZ)     | 1      |
| スコットランド (Official Charts Company) | 1      |
| スペイン (PROMUSICAE)                    | 3      |
| スイス (Schweizer Hitparade)             | 36     |
| UK シングルス (OCC)                      | 2      |
| US Billboard Hot 100                     | 47     |

| 国/地域                                             | 認定 | 認定/売上数 |
| --------------------------------------------------- | ---- | ----------- |
| オーストラリア (ARIA)                               | Gold | 35,000^     |
| * 認定のみに基づく売上数 ^ 認定のみに基づく出荷枚数 |      |             |

### チャート成績
8万枚を売り上げ、全英シングルチャートでエラ・ヘンダーソンの『ゴースト』に続く初登場2位を獲得した。

## 挿入番組
- おはよう朝日です / おはよう朝日土曜日です（朝日放送→朝日放送テレビ） - 2015年3月30日から2018年6月30日までテーマソングとして使用されていた。